# 澤列納霍拉
澤列納霍拉（捷克語：Zelená Hora）是位於捷克東部的一座村莊，面積2.95平方（1.14平方英里）。2006年時，澤列納霍拉有人口230人。澤列納霍拉的主要旅遊景點有澤列納霍拉城堡。